# Près de toi
Près de toi è il primo album della cantante francese Lorie, uscito nel 2001 e vincitore di tre dischi di platino. Contiene i singoli Près de moi, Je serai (ta meilleure amie) e Toute seule.

## Tracce
1. Intro – 0:22
2. Près de moi – 3:38
3. Je serai (ta meilleure amie) – 3:30
4. Toute seule – 3:28
5. I love you – 4:06
6. Ne me dis rien – 4:09
7. L'homme de ma vie – 3:28
8. Tout pour toi – 3:42
9. Entre vos deux – 3:45
10. Je manque de toi – 3:52
11. Se donner la main – 4:24

## Classifiche

### Classifiche settimanali
| Classifica        | Posizione massima |
| ----------------- | ----------------- |
| Belgio (Vallonia) | 8                 |
| Canada            | 20                |
| Francia           | 2                 |
| Svizzera          | 18                |

### Classifiche di fine anno
| Classifica (2001)  | Posizione |
| ------------------ | --------- |
| Francia            | 24        |
| Classifiche (2002) | Posizione |
| Belgio Vallonia    | 28        |
| Francia            | 18        |
| Svizzera           | 90        |